# Alwin Hanich
Alwin Hanich (1. července 1866 – 8. prosince 1929 Ústí nad Labem), byl rakouský a český politik německé národnosti, na počátku 20. století poslanec Říšské rady.

## Biografie
Profesí byl malířským mistrem. Byl veřejně a politicky aktivní. Patřil k všeněmcům Georga von Schönerera a všeněmeckou orientaci si uchoval až do své smrti. Počátkem 20. století byl ve všeněmeckém hnutí činný jako zapisovatel.
Na počátku století se zapojil i do celostátní politiky. Ve volbách do Říšské rady roku 1901 získal mandát za všeobecnou kurii, obvod Žatec, Kadaň, Přísečnice atd. K roku 1901 se uvádí jako zapisovatel. Do Říšské rady hodlal kandidoval i ve volbách do Říšské rady roku 1911, ale nakonec oznámil, že kandidaturu stahuje.
V závěru života se stáhl z aktivní politiky. Zemřel v prosinci 1929 ve věku 64 let.